# Evan Wszechmogący
Evan Wszechmogący (ang. Evan Almighty) – amerykański film komediowy z 2007 roku.
Serwis Rotten Tomatoes przyznał mu wynik 23%.

## Obsada
- Steve Carell – Evan Baxter
- Morgan Freeman – Bóg
- Wanda Sykes – Rita
- Lauren Graham – Joan Baxter
- John Goodman – kongresmen Long
- John Michael – Higgins Marty
- Jonah Hill – Eugene Tenanbaum
- Jimmy Bennett – Ryan Baxter
- Graham Phillips – Jordan Baxter
- Johnny Simmons – Dylan Baxter
- Rachael Harris – Markie Parkington
- Molly Shannon – agentka nieruchomości Eve Adams
- Ed Helms – Ed Carson
- Maile Flanagan – listonoszka
- Jon Stewart – on sam
- Catherine Bell – Susan Ortega

## Fabuła
Film opowiada o historii Evana Baxtera, głównego rywala Bruce’a o posadę prezentera wiadomości w filmie Bruce Wszechmogący. Baxter wygrywa wybory i staje się kongresmenem. Mężczyzna wraz z rodziną wyjeżdża z Buffalo do Północnej Wirginii. Jego życie zostaje wywrócone do góry nogami, gdy Bóg nakazuje mu wybudowanie Arki. Żona i dzieci nie są w stanie odgadnąć, czy przechodzi on kryzys wieku średniego, czy też naprawdę wykonuje boski plan.